# Torsten Stålhandske
Torsten Stålhandske, finski general švedskega rodu, * 1. september 1593, Borgå, † 21. april 1644, Haderslev.